# Кам'янець-Подільський тролейбус
Кам'яне́ць-Поді́льський троле́йбус — проєкт, що передбачав забезпечення у Кам'янці-Подільському, другому за кількістю населення місті Хмельницької області, тролейбусного сполучення.

## Історія
Вперше ідея будівництва у місті тролейбусної лінії виникла 1975 року. У комплексному плані економічного та соціального розвитку Кам'янця-Подільського на 1976—1980 роки було заплановано будівництво в місті тролейбусної лінії завдовжки 12 км. Вона мала б з'єднати цементний завод на півночі Кам'янця-Подільського з південним районом міста. У 1976 році Кам'янець-Подільський міськвиконком ухвалив рішення про початок підготовчих робіт щодо будівництва запланованої лінії.
Найбільше в будівництві лінії був зацікавлений Кам'янець-Подільський цементний завод (нині — ВАТ «Подільський цемент»). Тролейбус мав сприяти ефективному сполученні з містом працівників заводу та мікрорайону «Першотравневий», який сформувався на місці селища цемзаводу. Проте, до 1990 року практично нічого не було здійснено. Основними причинами цього вказують на те, що в місті тоді було непогане автобусне сполучення, а з іншого боку, бракувало ресурсів на будівництво тролейбусної лінії.
6 січня 1990 року вийшов спільний наказ, який підписали начальник «Укрцементу», голова Кам'янець-Подільського міськвиконкому та директор Кам'янець-Подільського цементного заводу. Передбачалося будівництво першої черги тролейбусної лінії виконати до 1995 року, створити при цементному заводі дирекцію тролейбусної лінії, фінансувати будівництво та утримувати створену дирекцію за рахунок пайової участі підприємств і організацій Кам'янця-Подільського. Було придбано 7 тролейбусів ЗіУ-682, проте, через так і не побудовану тролейбусну мережу, з 1993 року ці тролейбуси були передані до Хмельницького (№ 272—278).
В процесі підготовчих робіт були встановлені стовпи для контактної мережі, визначене місце для тролейбусного депо, проведені роботи щодо монтування електрообладнання. Однак тоді, у 1990-ті роки, відкрити тролейбусний рух у місті так і не вдалося. Громадська організація «Кам'янецький тролейбус» впродовж років порушувала питання появи в місті тролейбусу.
У 2011 році це питання зрушило з місця — 3 червня місто відвідали чеські фахівці, головна мета візиту і полягала якраз у вивченні можливості завершення розпочатого будівництва. 29 липня громадська рада провела розширене засідання з даного питання і за результатами громадськості влада дійшли висновку про те, що електротранспорту місті має бути.
Станом на 2023 рік ніяких просувань у завершені будівництва тролейбусної лінії у місті не відбулось. Більш ймовірним та реалістичним є запровадження на маршрутах міста електробусів. Це питання декілька разів підіймалось перед депутатами міської ради, але бюджет міста не готовий виділити таких коштів.